# Marius Žaliūkas
Marius Žaliūkas (Kaunas, 10 novembre 1983 – Kaunas, 31 ottobre 2020) è stato un calciatore lituano, di ruolo difensore centrale.

## Carriera
Difensore centrale che, durante la sua carriera, ha indossato le maglie di diverse squadre, tra queste anche quelle di Hearts con cui ha vinto la coppa di Scozia, Leeds e Glasgow Rangers.
Ha giocato anche  29 partite con la nazionale della Lituania realizzando una rete.
È scomparso a 36 anni dopo una lunga malattia.
Agli Hearts, ci arrivò grazie al presidente Vladimir Romanov, lituano il quale porto vari giocatori di nazionalità lituana a Edimburgo. Zaliukas divenne una bandiera dei Maroons, diventando nel 2009 capitano della squadra alzando nel 2012 la Scottish Cup

## Palmarès

### Club

#### Competizioni nazionali
- Coppa di Scozia: 1

Hearts: 2011-2012
- Campionato lituano: 5

Inkaras Kaunas: 2002, 2003
FBK Kaunas: 2004, 2006
Žalgiris: 2016
- Coppa di Lituania: 5

Inkaras Kaunas: 2003
FBK Kaunas: 2004, 2005
Žalgiris: 2015-2016, 2016
- Supercoppa di Lituania: 2

FBK Kaunas: 2004
Žalgiris: 2016